# Kevin Korjus
Kevin Korjus (nasceu em 9 de janeiro de 1993) é um piloto estoniano.

## Carreira

### Kart
Kevin Korjus nasceu em Tallinn, filho do ex-piloto de sidecarcross Aivar Korjus. Estreou no karting pan-europeu em 2006, competindo no Rotax Max Euro Challenge pela equipe AGS Racing. Ele terminou em sexto na classificação geral do campeonato, 25 pontos atrás do campeão Jack Hawksworth. Além disso, ele terminou em décimo terceiro nas finais do Challenge, além de ser campeão da Estônia no nível Junior. 2007 viu Korjus ganhar o título estoniano mais uma vez, e também o título Baltic Junior e foi o vencedor das finais do Rotax Max. No entanto, ele terminou em segundo lugar por dois pontos para Mats van den Brand no Euro Challenge. Em 2008, Korjus competiu nas classes Junior no campeonato pan-europeu, mas progrediu para a classe Senior em seus campeonatos locais. Nos campeonatos Junior, venceu o Euro Challenge e ficou em segundo lugar atrás de Facundo Chapur nas Challenge Finals e Rotax Max Grand Finals em La Conca, Itália, 2008.

### Fórmula Renault 2.0
Enquanto completava sua carreira nos karts, Korjus também passou 2008 se adaptando aos monopostos, competindo no primeiro campeonato finlandês de Fórmula Renault. Competindo pela TT Racing Team, Korjus terminou todas as corridas, exceto uma, no pódio, terminando em segundo lugar no campeonato, atrás de Jesse Krohn. Desses pódios, três foram vitórias nas últimas quatro corridas da temporada, incluindo uma dobradinha em Ahvenisto. Korjus continuou com a equipe na temporada de 2009, mas mudou-se para a Fórmula Renault 2.0 Northern European Cup. Korjus terminou todas as corridas, exceto uma corrida, terminando em quinto no campeonato; seu melhor resultado foi um segundo lugar no Most.
Korjus foi para o campeonato Eurocup Fórmula Renault 2.0 para sua temporada de 2010, e mudou-se para o Koiranen Bros. Equipe de automobilismo. Apesar de se classificar na terceira fila para ambas as corridas, Korjus venceu as duas, tornando-se o primeiro piloto a vencer uma corrida no campeonato nos carros recém-introduzidos projetados por Barazi-Epsilon . Ele também é a pessoa mais jovem a vencer uma temporada da Eurocup Fórmula Renault 2.0.

### Fórmula Renault 3.5 Series

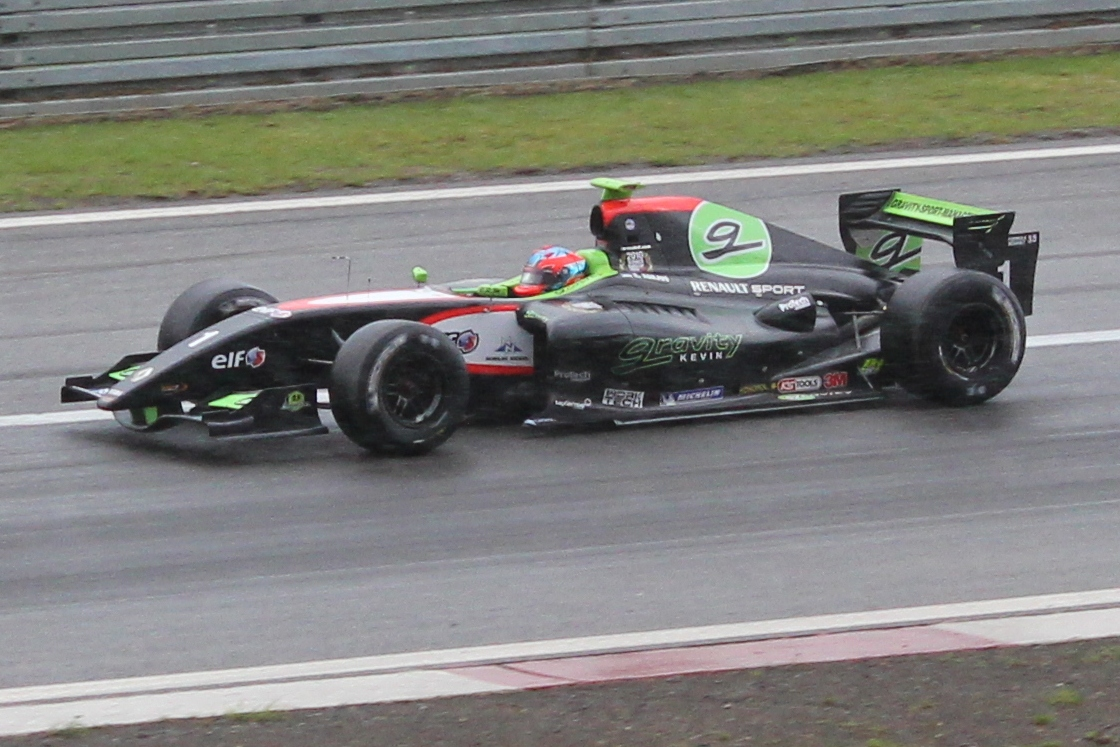
Kevin Korjus no 2011 Nürburgring World Series by Renault rodada depois de vencer a corrida

Com seus resultados e potencial na Fórmula Renault, Korjus ingressou no programa Renault Driver Development para dar continuidade à sua carreira. Ele foi contratado para pilotar pela equipe Tech 1 Racing da Fórmula Renault 3.5 Series no final de 2010. Em 17 de abril de 2011 ele se tornou o piloto mais jovem a vencer uma corrida na Fórmula Renault 3.5 Series – aos 18 anos 3 meses e 8 dias – com sua vitória em Mônaco em 2008 . Na temporada de 2011, ele ficou em sexto lugar geral e segundo na classificação de Rookie of the Year, e terminou a temporada com a volta mais rápida, três vitórias e quatro pódios durante a temporada.
Korjus começou a temporada de 2012 com a Tech 1, onde fez parceria com o estreante da série Jules Bianchi . Korjus teve uma temporada difícil, com uma série de abandonos precoces e problemas mecânicos que afetaram suas performances de qualificação, embora tenha se recuperado para terminar no pódio na segunda corrida no Autódromo de Moscou . No entanto, com três rodadas restantes na temporada, Korjus deixou a Tech-1 e se juntou à equipe Charouz Racing System, apoiada pela Lotus, e seu lugar na Tech 1 foi ocupado pelo vice-campeão da GP3 Daniel Abt .

### GP3 Series
Korjus deixou a Fórmula Renault 3.5 Series no final da temporada de 2012, passando para a GP3 Series de 2013, disputando o Koiranen GP . Ele terminou a temporada em sétimo no geral, registrando quatro pódios, terminou nos pontos em 11 das 16 corridas da temporada.

### Fórmula 1
Korjus fez sua primeira aparição em um carro de Fórmula 1 no teste de jovens pilotos de Abu Dhabi em 16 de novembro de 2011, pilotando um Renault R31 .
Korjus serviu como piloto reserva e de testes da Lotus F1 no Grande Prêmio da Itália de 2012. Com o piloto regular Romain Grosjean cumprindo uma suspensão de uma corrida por causar um grave acidente no Grande Prêmio da Bélgica, a equipe promoveu o piloto de testes regular Jérôme d'Ambrosio para preencher o lugar de Grosjean para a corrida, e Korjus foi recrutado para preencher a vaga de piloto reserva.

### European Le Mans Series
Em 2014, se mudou para corridas de carros esportivos, dirigindo um ART Grand Prix McLaren MP4-12C na European Le Mans Series .

## Resultados na carreira

### Resumo da carreira
| Season | Series                               | Team                      | Corridas       | Vitórias       | Poles          | Voltas mais Rápidas | Pódios         | Points         | Posição        |
| ------ | ------------------------------------ | ------------------------- | -------------- | -------------- | -------------- | ------------------- | -------------- | -------------- | -------------- |
| 2008   | Formula Renault 2.0 Finland          | T.T. Racing Team          | 12             | 3              | 0              | 4                   | 11             | 290            | 2nd            |
| 2008   | Formula Renault 2.0 NEZ              | T.T. Racing Team          | 4              | 0              | 0              | 0                   | 2              | 55             | 3rd            |
| 2008   | Formula Renault 2.0 Estonia          | T.T. Racing Team          | 2              | 0              | 0              | 0                   | 2              | 40             | 4th            |
| 2009   | Formula Renault 2.0 NEC              | T.T. Racing Team          | 16             | 0              | 0              | 0                   | 1              | 201            | 5th            |
| 2010   | Formula Renault 2.0 Eurocup          | Koiranen Bros. Motorsport | 16             | 9              | 6              | 3                   | 12             | 187            | 1st            |
| 2010   | Formula Renault 2.0 NEC              | Koiranen Bros. Motorsport | 5              | 5              | 3              | 3                   | 5              | 150            | 8th            |
| 2011   | Formula Renault 3.5 Series           | Tech 1 Racing             | 17             | 3              | 0              | 1                   | 4              | 120            | 6th            |
| 2011   | Auto GP                              | DAMS                      | 2              | 0              | 0              | 0                   | 0              | 7              | 18th           |
| 2012   | Formula Renault 3.5 Series           | Tech 1 Racing             | 11             | 0              | 0              | 0                   | 1              | 69             | 10th           |
| 2012   | Formula Renault 3.5 Series           | Lotus                     | 6              | 0              | 0              | 0                   | 0              | 69             | 10th           |
| 2012   | Macau Grand Prix                     | Double R Racing           | 1              | 0              | 0              | 0                   | 0              | N/A            | 13th           |
| 2012   | Formula One                          | Lotus F1 Team             | Reserve driver | Reserve driver | Reserve driver | Reserve driver      | Reserve driver | Reserve driver | Reserve driver |
| 2013   | GP3 Series                           | Koiranen GP               | 14             | 0              | 1              | 1                   | 4              | 107            | 7th            |
| 2013   | FIA Formula 3 European Championship  | ThreeBond with T-Sport    | 3              | 0              | 0              | 0                   | 0              | 0              | 30th           |
| 2013   | Macau Grand Prix                     | Double R Racing           | 1              | 0              | 0              | 0                   | 0              | N/A            | 21st           |
| 2014   | European Le Mans Series - GTC        | ART Grand Prix            | 5              | 0              | 0              | 1                   | 1              | 45             | 5th            |
| 2014   | Blancpain Endurance Series - Pro Cup | ART Grand Prix            | 5              | 0              | 0              | 0                   | 2              | 48             | 8th            |
| 2016   | Renault Sport Trophy - Pro Class     | R-ace GP                  | 9              | 1              | 0              | 0                   | 4              | 111            | 2nd            |
| 2016   | Renault Sport Endurance Trophy       | R-ace GP                  | 6              | 1              | 1              | 0                   | 2              | 67             | 4th            |

### Resultados completos da Fórmula Renault 3.5 Series
(tecla) (Corridas em negrito indicam pole position) (Corridas em itálico indicam volta mais rápida)
| Ano  | Equipe        | 1         | 2       | 3         | 4         | 5        | 6         | 7         | 8       | 9       | 10        | 11       | 12       | 13      | 14      | 15       | 16       | 17        | Pos | Pontos |
| ---- | ------------- | --------- | ------- | --------- | --------- | -------- | --------- | --------- | ------- | ------- | --------- | -------- | -------- | ------- | ------- | -------- | -------- | --------- | --- | ------ |
| 2011 | Tech 1 Racing | ALC 1 Ret | ALC 2 1 | SPA 1 Ret | SPA 2 Ret | MNZ 1 1  | MNZ 2 Ret | SEG 1 4   | NÜR 1 3 | NÜR 2 1 | HUN 1 6   | HUN 2 23 | SIL 1 8  | SIL 2 8 | LEC 1 9 | LEC 2 18 | CAT 1 11 | CAT 2 Ret | 6º  | 120    |
| 2012 | Tech 1 Racing | ALC 1Ret  | ALC 2 4 | MON 14    | SPA 1 DNS | SPA 2 13 | NÜR 1 14  | NÜR 2 Ret | MSC 1 5 | MSC 2 3 | SIL 1 Ret | SIL 2 15 |          |         |         |          |          |           | 10º | 69     |
| 2012 | Lótus         |           |         |           |           |          |           |           |         |         |           |          | HUN 1 12 | HUN 2 7 | LEC 1 9 | LEC 2 8  | GATO 1 6 | GATO 2 17 | 10º | 69     |

### Resultados Completos do Auto GP
( tecla ) (Corridas em negrito indicam pole position) (Corridas em itálico indicam volta mais rápida)
| Ano  | Participante       | 1     | 2     | 3     | 4     | 5     | 6     | 7     | 8     | 9        | 10      | 11    | 12    | 13    | 14    | Pos | Pontos |
| ---- | ------------------ | ----- | ----- | ----- | ----- | ----- | ----- | ----- | ----- | -------- | ------- | ----- | ----- | ----- | ----- | --- | ------ |
| 2011 | Corrida Super Nova | MNZ 1 | MNZ 2 | HUN 1 | HUN 2 | BRN 1 | BRN 2 | DON 1 | DON 2 | OSC 1 10 | OSC 2 5 | VAL 1 | VAL 2 | MUG 1 | MUG 2 | 18º | 7      |

### Resultados completos da GP3 Series
( tecla ) (Corridas em negrito indicam pole position) (Corridas em itálico indicam volta mais rápida)
| Ano  | Participante | 1        | 2         | 3         | 4         | 5         | 6         | 7           | 8          | 9         | 10        | 11        | 12       | 13        | 14        | 15         | 16        |    | Pontos |
| ---- | ------------ | -------- | --------- | --------- | --------- | --------- | --------- | ----------- | ---------- | --------- | --------- | --------- | -------- | --------- | --------- | ---------- | --------- | -- | ------ |
| 2013 | GP Koiranen  | CATFEA 8 | CAT SPR 2 | VAL FEA 3 | VAL SPR 6 | SIL FEA 2 | SIL SPR 9 | NÜR FEA 20† | NÜR SPR 15 | HUN FEA 7 | HUN SPR 3 | SPA FEA 4 | SPASPR 5 | MNZ FEA 6 | MNZ SPR 5 | YMC FEA 12 | YMCSPR 12 | 7º | 107    |